# Santa Maria de Vallsera
Santa Maria de Vallsera fou una església, tal vegada parroquial, del poble, ara desaparegut, de Vallsera, del terme comunal dels Angles, a la comarca del Capcir, de la Catalunya del Nord.

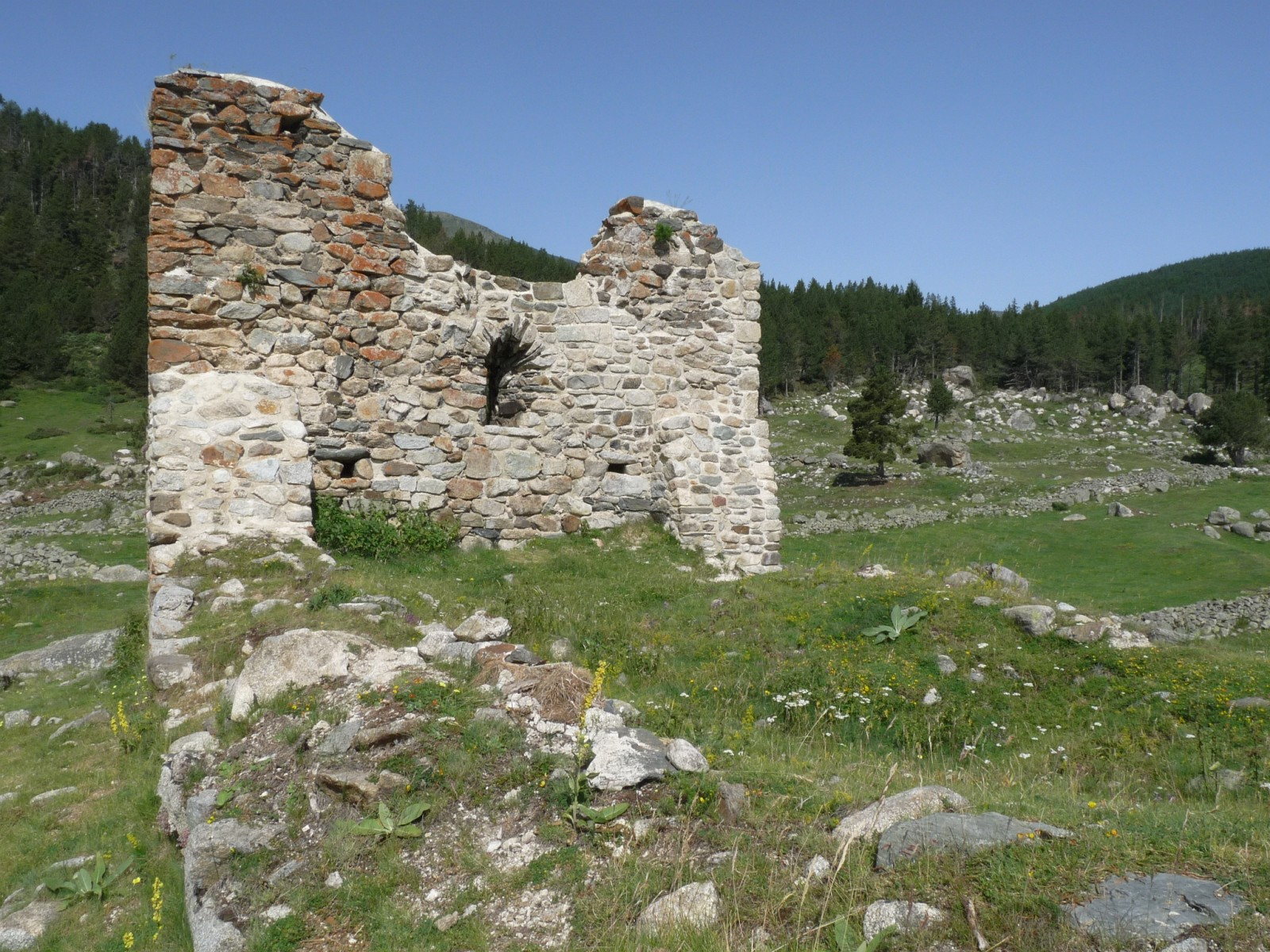
Frontis oriental de l'església

Les seves restes estan situades al nord del terme dels Angles, on hi havia hagut el poble de Vallsera, a llevant de l'estany d'aquest mateix nom. Es troben al costat meridional d'una de les pistes que uneixen el Centre de Vacances dels Angles amb l'Estació d'esquí de Formiguera.

## Història

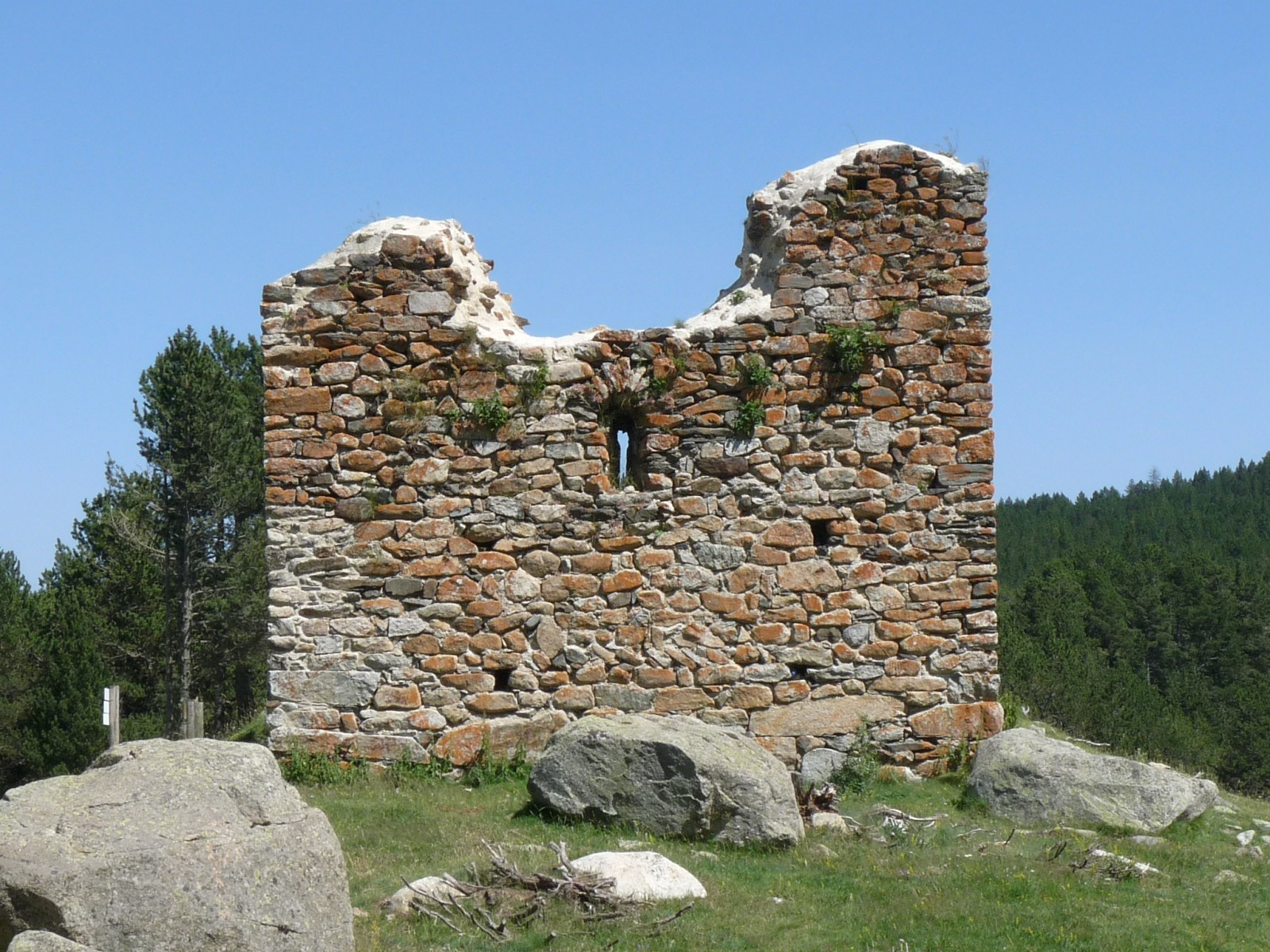
Façana oriental, exterior

No hi ha esments de l'església durant l'època medieval, i a l'Edat Moderna consta com a sufragània de Sant Salvador dels Angles. Ja consta com a enrunada al segle XVIII: el 1701, en una visita de l'abat de Cuixà (el monestir era el possessor del territori de Vallsera) consta ...la devesa de Vallsera en la qual antigament hi havia edificat i construït un poble, a la vora del qual hi havia una església, que actualment conserva la volta sencera....

## Descripció

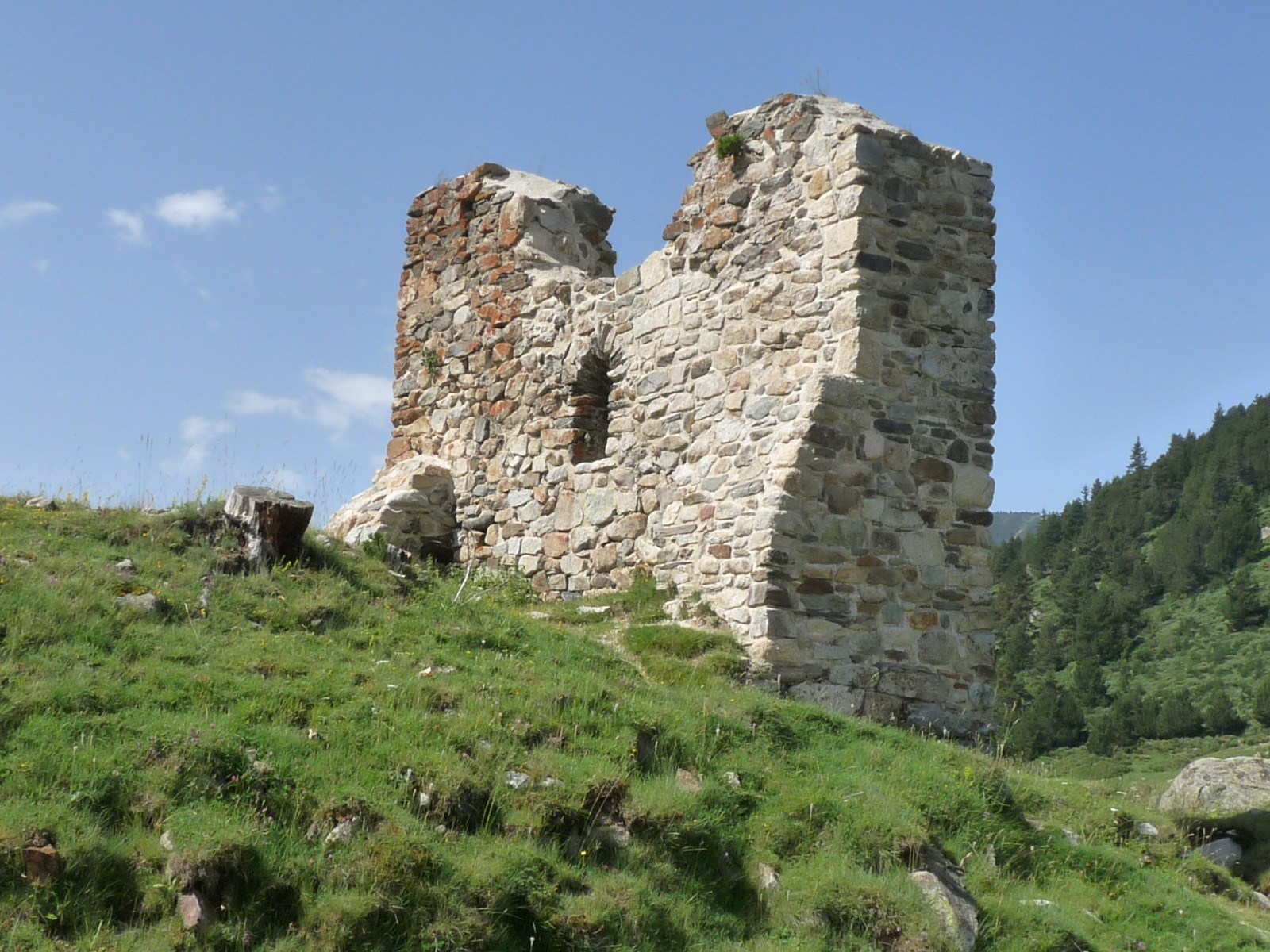
Una altra vista de les runes

Era una petita església d'una sola nau rectangular, sense absis diferenciat, orientada a llevant. Fa 12,30 m de llargària per 6,90 d'amplària. Devia ser coberta amb volta de canó semicircular. Se'n conserva bona part del frontis de ponent, amb una finestra rústega de doble esqueixada, mentre que les bases dels altres murs es poden apreciar entre l'herbei que cobreix el lloc. No s'hi aprecia l'obertura de la porta. L'aparell és clarament del segle XI; presenta pedres ben escairades en els angles, i unes filades horitzontals de pedres irregulars, amb un reble molt primitiu.